# Избашевка
Избашевка (укр. Ізбашівка) — село в Доманёвском районе Николаевской области Украины.
Население по переписи 2001 года составляло 87 человек. Почтовый индекс — 56462. Телефонный код — 5152. Занимает площадь 0,328 км².

## Местный совет
56460, Николаевская обл., Доманёвский р-н, с. Сухая Балка, ул. Центральная, 16